# Harbin Z-5
Der Harbin Z-5 (chinesisch 直-5, Pinyin Zhí-5) ist ein chinesischer Nachbau des sowjetischen Hubschraubers Mil Mi-4.

## Geschichte
Der Harbin Z-5 wurde in Harbin produziert. Die von der UdSSR bereitgestellten Blaupausen gelangten im Jahr 1958 nach China, wenige Jahre vor dem Chinesisch-sowjetischen Zerwürfnis. Der Erstflug fand im Jahr 1959 statt. Die Serienproduktion wurde jedoch verzögert und begann erst Mitte der 1960er Jahre. Der Z-5 war in großer Zahl bei der Volksbefreiungsarmee, den Luftstreitkräften und der Marine Chinas im Einsatz. Einige Maschinen sind noch immer als Reserve eingelagert. China exportiert eine Reihe von Z-5 an verbündete Staaten. Über 545 Z-5 wurden gebaut. Einige Z-5 Hubschrauber wurden modifiziert, um Maschinengewehre und Raketenbehälter mitführen zu können.
Während der chinesisch-westlichen Annäherung wurde im Jahr 1979 eine Variante der Z-5 mit einem Pratt & Whitney Canada PT6 „Twin Pac“ Turbo-Antrieb geplant, jedoch nicht gebaut. Stattdessen erfolgte die wenig erfolgreiche Entwicklung der mit einem chinesischen Triebwerk versehenen Harbin Z-6.

## Varianten

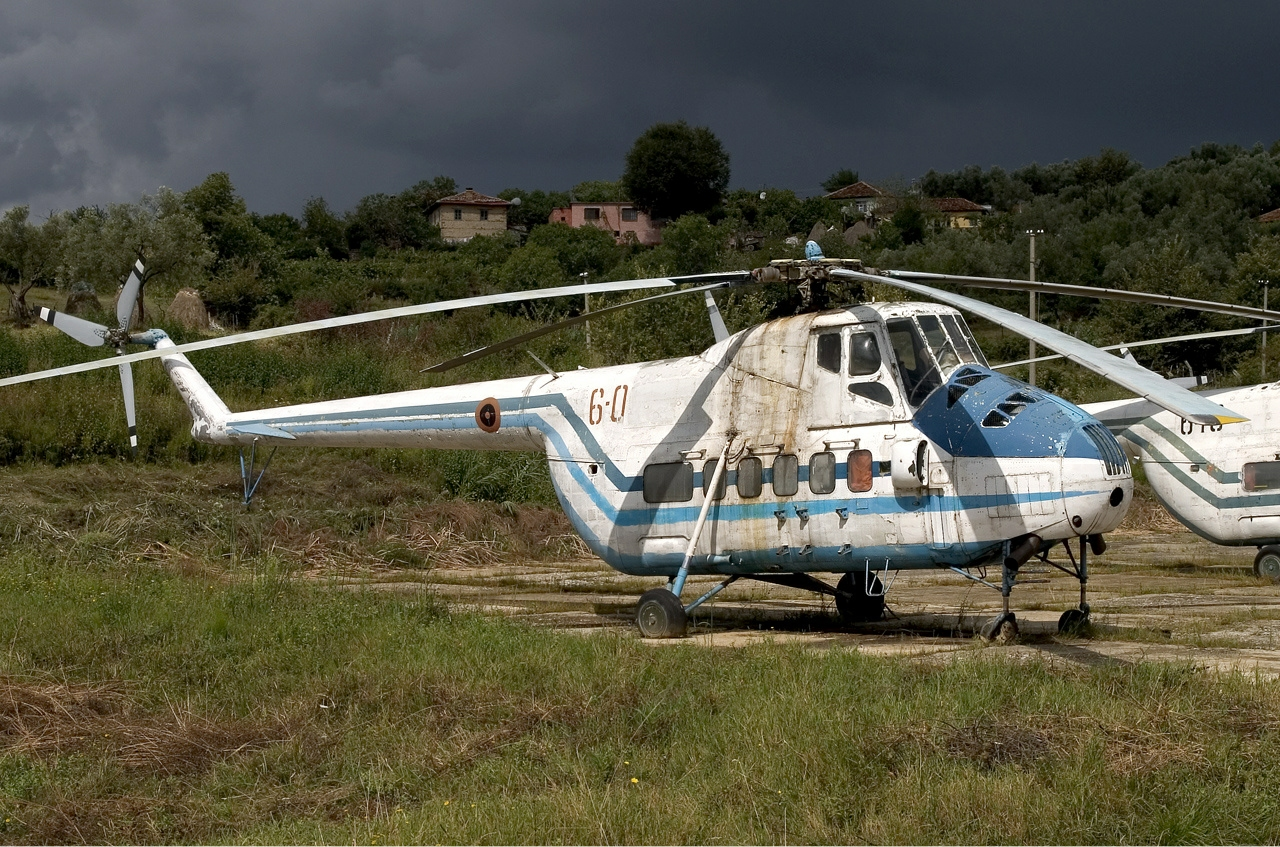
VIP-Version mit größeren Fenstern; Albanische Luftstreitkräfte in Farka

Z-5: Militärtransporthubschrauber.
Z-5 AngriffshubschrauberEinige Z-5 wurden umgebaut, um Raketenbehälter an Waffenträgern mitzuführen, sowie einer Gondel im Vorderrumpfboden mit einem Maschinengewehr, das durch den Flugingenieur bedient wurde.
Z-5 XuanfengZiviltransporthubschrauber.
Z-5 VIP-HubschrauberVIP-Versionen unterscheiden sich durch größere rechteckige Kabinenfenster.
Z-5 Agrar-HubschrauberEinige Z-5 wurden mit chemischen Trichtern und/oder Spritzgeräten für Land- oder forstwirtschaftliche Nutzung ausgestattet.
Z-5 SAR-HubschrauberDreizehn Z-5 sind SAR-Hubschrauber mit einer Winde und externen Treibstofftanks.
Harbin Z-6Eine Turbovariante des Z-5, elf gebaut.

## Nutzer
Albanien
- Albanische Luftstreitkräfte[4][5]

 Nordkorea
- Nordkoreanische Luftwaffe

 Volksrepublik China
- Luftstreitkräfte der Volksrepublik China
- Heer der Volksrepublik China
- Marine der Volksrepublik China